# تكرور (دولة)
تكرور (ق. 500 م - حوالي 1456 م) كانت دولة مقرها في وادي نهر السنغال في موريتانيا وشمال السنغال الحالية والتي بلغت ذروتها في القرنين الحادي عشر والثاني عشر، بالتوازي تقريبًا مع إمبراطورية غانا. واستمرت بشكل أو بآخر حتى القرن الثامن عشر.

### الجدول الزمني
التواريخ تقريبية وغالبا ما تكون محل نزاع بين مصادر أو مؤلفين مختلفين.
| وقت                        | الأحداث |
| -------------------------- | --- |
| القرنين السادس والتاسع     | سلالة ديا أوغو |
| القرنين التاسع والحادي عشر | سلالة سونينكي مانا                                                                                                   |
| ثلاثينيات القرن الحادي عشر | اعتنق تكرور الإسلام في عهد حرب الجابي                                                                                |
| 1030 - 1035                | هزيمة الصيرفيين على يد المسلمين مما أدى إلى خروجهم الأول.                                                            |
| 1086                       | معركة ساجراجاس |
| نوفمبر 1087                | هزم السيريون بقيادة عمار جودومات زعيم المرابطين أبو بكر بن عمر ، وقتلوه في معركة خو ماك (المعروفة باسم بحيرة كايور). |
| حوالي 1286                 | غزو مالي لتكرور |
| 1456-1506                  | حكم جولوف التكرور |
| 1506-1526                  | الحرب الأهلية بين الفارباس                                                                                           |
| 1520-1                     | غزو كولي تينغيلا |
| 1526                       | كولي تينغيلا يفرض سيطرته القوية على تاكرور، ويؤسس مملكة دينانكي                                                      |

## تكرور كاسم جغرافي
كان مصطلح "تكروري"، مثل بلاد السودان، يُستخدم للإشارة إلى جميع الأشخاص من أصول غرب أفريقية، ولا يزال قيد الاستخدام على هذا النحو في الشرق الأوسط، مع بعض التحريف، كما هو الحال في "تكرونـي" في المملكة العربية السعودية، وفي إثيوبيا وإريتريا، في شكل تكررير [الإنجليزية]. منطقة بولاق الدكرور بالقاهرة سميت على اسم زاهد من غرب أفريقيا. في الشرق الأوسط لا يزال يُشار إلى تكرور باسم توكرير حتى يومنا هذا.
كان التكرور هو المصطلح الذي استخدمه سكان المنطقة حتى القرن الخامس عشر. ومع ذلك، خلال القرنين السادس عشر والسابع عشر، استُبدل تدريجيًا بفوتا تورو.

## طالع أيضًا
- شعب سيرير
- شعب الفولا
- شعب توكولور
- تاريخ سيرير القديم [الإنجليزية]
- الدول التي يرأسها سيرير لامانيس [الإنجليزية]
- التسلسل الزمني لتاريخ سيرير [الإنجليزية]

## ملحوظات
1. ↑  'Umar Al-Naqar (1969). "Takrur the History of a Name". The Journal of African History. ج. 10 ع. 3: 365–374. DOI:10.1017/s002185370003632x. JSTOR:179671.
2. ↑  Smidt 2010، صفحة 998.
3. ↑  Boulegue 2013، صفحة 29.